# Ъгли Кид Джо
„Ъгли Кид Джо“ (Ugly Kid Joe; в превод: „Грозното дете Джо“) е американска рок група от окръг Санта Барбара, щата Калифорния, стилистично определяна в обхвата на хардрок, хевиметъл и фънк метъл.
Първият период на активност на групата е през 1989 – 1997 година, добивайки световна популярност в началото на 1990-те с дебютните албуми „As Ugly as They Wanna Be“ (1991) и „America's Least Wanted“ (1992), всеки от тях сертифициран като „двойно платинен албум“ с продадени над 2 000 000 копия само за територията на САЩ.
Сред популярните им хитови композиции са песните „Everything About You“, „Neighbor“, „Panhandlin' Prince“, „Mr. Recordman“, „Goddamn Devil“ и кавър версията „Cats in the cradle“, чийто сингъл има над 500 000 продажби само в САЩ.
През 2010 година „Ъгли Кид Джо“ се събират отново, записвайки нов студиен албум, който излиза 2 години по-късно, озаглавен „Stairway to Hell“ (Стълба към ада).

## Състав
- Уитфийлд Крейн – вокали (1989 – 1997, 2010–до днес)
- Клаус Айхсщат – китара (1989 – 1997, 2010–до днес)
- Дейв Фортмън – китара (1992 – 1997, 2010–до днес)
- Кордел Крокет – бас (1991 – 1997, 2010–до днес)
- Шанън Ларкин – барабани (1994 – 1997, 2010–до днес)

### Бивши членове
- Роджър Лар – китара (1991 – 1992)
- Марк Дейвис – барабани (1989 – 1993)
- Фил Хайдгартнър – бас (1987 – 1991)
- Ерик Филипс – китара (1986 – 1989)
- Боб Фернандес – барабани (1994)

## Дискография

### Студийни албуми
- 1991 As Ugly As They Wanna Be (EP) (Толкова грозни колкото искат да бъдат) Stardog
- 1992 America's Least Wanted (Американските най-малко издирвани) Stardog
- 1995 Menace to Sobriety (Заплаха за трезвеността) Mercury
- 1996 Motel California (Мотел Калифорния) Castle
- 2012 Stairway to Hell (EP) (Стълба към ада)

### Сборни албуми (компилации)
- 1998 The Very Best of Ugly Kid Joe: As Ugly as It Gets (Най-доброто от Ъгли Кид Джо: Толкова грозно колкото трябва) Polygram
- 2002 The Collection (Сборен) Spectrum

## „Ъгли Кид Джо“ в България
„Ъгли Кид Джо“ посещава България след повторното събиране на групата в края на 2000-те години. На 8 юли 2012 г. групата изнася едночасов сет на стадион „Васил Левски“ в рамките на фестивала „София Рокс“, където хедлайнери са Гънс Ен Роузис.